# Llit bacterià

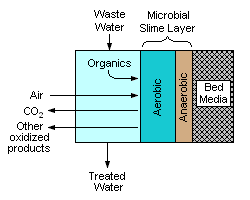
Esquema en secció transversal d'un filtre de llit bacterià

Un llit bacterià, biofiltre o filtre bacterià (en anglès:trickling filter), és un tipus de sistema de tractament de l'aigua contaminada. Consta d'un llit fix de roques, lava, coke, grava, escòria, poliuretà escuma, torba de Sphagnum ceràmica porosa o capa de plàstics on les aigües residuals flueixen cap avall i causen que hi creixi una capa de biofilm de microbis els quals cobreixen el llit. Les condicions aeròbiques es mantenen per esquitxament i difusió ja sigui per l'aire forçat que flueix a través del llit o de convecció natural de l'aire si el mitjà de filtre és porós.
En anglès es fan servir com a sínònims els termes de trickle filter, trickling biofilter, biofilter, biological filter i biological trickling filter.

## Funcionament
L'eliminació de contaminants del corrent d'aigües residuals implica tant l'absorció i l'adsorció de compostos orgànics per la capa microbiana del biofilm. El mitjà del filtre es tria típicament per proporcionar una àrea superficial molt alta en relació al volum. Els materials típics són sovint porosos i tenen una considerable àrea de superfície interna, a més de la superfície externa del medi. El pas de les aigües residuals a través dels medis proporciona aire dissolt, l'oxigen que la capa de biofilm requereix per a l'oxidació bioquímica dels compostos orgànics i allibera gas diòxid de carboni, l'aigua i altres productes finals oxidats. A mesura que es va fent gruixuda, la capa de biofilm amb el temps forma part d'un fang secundari. Típicament, un biofiltre és seguit per un clarificador o tanc de sedimentació per a la separació i eliminació de la descamació. Altres filtres que utilitzen, per exemple, sorra, escuma o torba no produeixen un fang residual que s'hagi de treure però requereixen ventilació amb aire forçat, el rentat contracorrent o un ambient anaerobi tancat.
El tractament d'aigües residuals o altres aigües residuals amb filtres de degoteig és una de les tecnologies més antigues i més ben caracteritzades de tractament de les aigües residuals.

## Tipus
Els tres tipus bàsics de biofiltres són:
- per al tractament de fangs residuals en zones aïllades o rurals
- grans sistemes municipals centralitzats
- sistemes aplicats al tractament d'aigües residuals industrials.

### Configuració i components
Tots els sistemes de biofiltrat comparteixen els mateixos components fonamentals:
- un dipòsit sèptic per a la fermentació dels sòlids
- un medi de filtració sobre el qual els microbis beneficiosos es promouen i es desenvolupen
- un contenidor que hostaja el medi de filtració
- un sistema de distribució per a l'aplicació d'aigua residual a tractar al filtre
- un sistema de distribució per a l'eliminació dels efluents o de la percolació.